# Memorias
Se denomina memorias a aquel relato que de una forma más o menos fiable describe los hechos y acontecimientos que el autor ha vivido como protagonista o testigo.

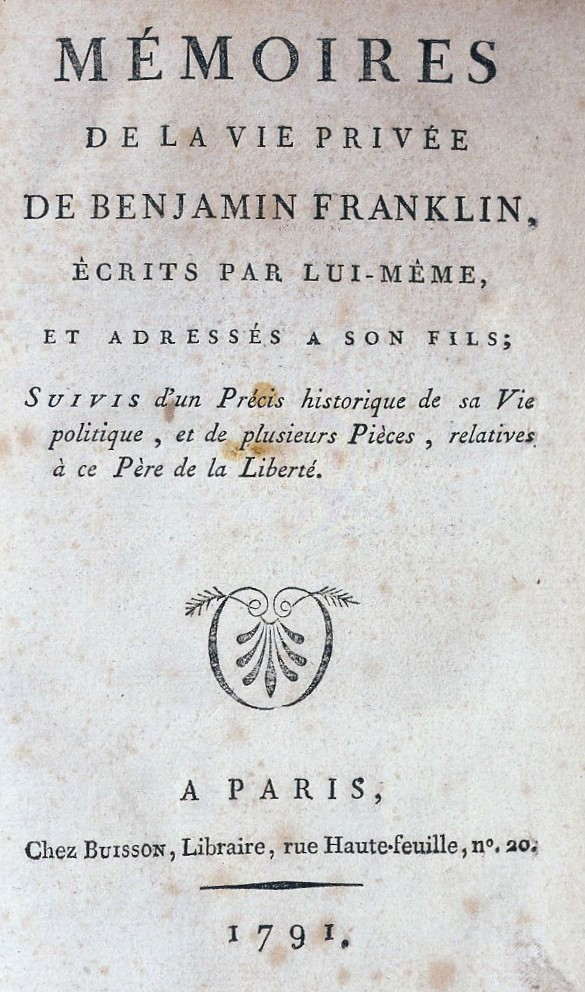
Portada de las memorias de Benjamin Franklin

La distinción entre «memorias» y «autobiografía» no está clara. El Diccionario de la lengua española define ambos términos de manera similar, de forma que podrían llegar a entenderse como sinónimos. Algunos autores sugieren que en las memorias el escritor realiza una narración parcial de su vida, mientras que en la autobiografía lo que busca es referir su trayectoria vital de forma completa.[cita requerida] Así, por ejemplo, Teresa de Jesús narra, de forma en ocasiones pormenorizada, en el Libro de su vida, sus primeros cuarenta años de vida, mientras que en las memorias el interés se centra, más bien, en rememorar la vivencia del yo de una determinada etapa o de toda una época (por ejemplo, las Memorias de África de Karen Blixen, más conocida por su seudónimo Isak Dinesen, narran el período que esta escritora vivió en Kenia).
En lengua española pueden mencionarse obras escritas en la segunda mitad del siglo xix como las Memorias de un setentón, de Ramón de Mesonero Romanos. Pero como género literario comenzaron a destacar en la primera mitad del siglo xx, como dejan patentes obras como los cuatro tomos de Los pasos contados (Una vida española a caballo en dos siglos (1887-1957), escritos por Corpus Barga, o la popular colección de recuerdos selectos de Pablo Neruda, en Confieso que he vivido o los del también poeta Rafael Alberti, en los dos tomos de La arboleda perdida. 
Más comerciales a nivel universal resultarían las memorias escritas por políticos, como Winston Churchill (Memorias de la guerra), o por actores como Charles Chaplin (Historia de mi vida), por no hablar de las cinematográficas Memorias de un mexicano (documental mexicano de 1950) y Memorias de África (película estadounidense de 1985 basada en el libro homónimo de Karen Blixen); frente a reflexiones más profundas pero con un reflejo comercial muchísimo más discreto en obras como los Cabos sueltos del profesor Enrique Tierno Galván, entre otros numerosos y posibles ejemplos.
En el prefacio a la edición de 1957 de sus memorias, y citando al Miguel de Cervantes de El coloquio de los perros, el memorialista Corpus Barga concluye:

Los perros aúllan a la muerte; las vidas, es verdad, se pierden —para que pase la vida. Las memorias quieren contar lo que pasa en la vida. Por insignificante que sea una vida, nunca se acaba de contar lo que pasa con ella.
Corpus Barga, Lima, junio de 1957.